# Veronika Otten
Veronika Otten (* 27. November 1941; † 2012 in Mainz) war eine deutsche Dokumentarfilmerin und Filmredakteurin.

## Leben und Wirken
Veronika Otten studierte an der Hochschule für Film und Fernsehen in Potsdam-Babelsberg. Seit 1972 drehte sie über 70 Dokumentationen für die neue Staatliche Filmdokumentation der DDR in Ost-Berlin, vor allem Porträts über Filmschaffende, Komponisten und weitere DDR-Künstler, sowie über historische Orte in Berlin. Diese waren aber vor allem für dokumentarische Zwecke gedacht und wurden in der Regel nicht in der Öffentlichkeit gezeigt. Einige von ihnen werden heute als besondere zeithistorische Dokumente gelegentlich aufgeführt, besonders über die Ackerstraße (1973), die Almstadtstraße (1979) und die Auguststraße (1979). Um 1980 absolvierte Veronika Otten zusätzlich ein Philosophie-Fernstudium. Von 1982 ist ihr letzter Film bekannt.
Seit diesem Jahr war sie Mitarbeiterin der Akademie der Künste der DDR in Ost-Berlin. Für diese erstellte sie unter anderem Arbeitsberichte, unternahm Dienstreisen nach Prag und Bulgarien und begleitete den Schweizer Filmregisseur Bernhard Wicki bei dessen Aufenthalt in Ost-Berlin.
Seit 1985 sind keine Angaben über ihre weiteren Tätigkeiten mehr bekannt.
2012 starb Veronika Otten-Geith in Mainz, wo sie nach einem Schicksalsschlag auch in einem Hospiz betreut wurde.

## Gedicht
Veronika Otten-Geith schrieb in ihren letzten Monaten einige Gedichte, darunter das Gedicht mit dem Titel Fragen.

## Filmografie
Veronika Otten leitete etwa 70 Filmdokumentationen, bei denen sie auch die Interviews führte.
- 1972 Menschen. Bauten. Kunst, erster feststellbarer Film
- 1972/1973 Produktionsmethoden. Zinnrestaurator
- 1973 Max Butting
- 1973 Alfred Kurella
- 1973 Julia Solnzewa
- 1973 Elisabetha Wertowa
- 1973 Berlin-Milieu: Ackerstraße
- 1973 Ernst Hermann Meyer
- 1974 Heinrich Drake
- 1974 Max Burkhardt
- 1974 Kurt Schwaen
- 1974 Ludwig Renn
- 1974 Otto Gotsche
- 1974 Maxim Vallentin
- 1974 Stunde der Akademie. Palucca Schule Dresden
- 1974 Altbaugebiet Berlin-Mitte. Über den Dächern
- 1975 Arno Mohr
- 1975 Fritz Selbmann
- 1975 Otto Gotsche II
- 1975 Gustav von Wangenheim.
- 1975 Märkte und Markthallen. Ackerhalle
- 1976 Altbaugebiet Berlin-Mitte. Gesellschaftliche Probleme
- 1976 Altbaugebiet Berlin-Mitte. Neue Schönhauser Straße
- 1976 Altbaugebiet Berlin-Mitte. Joachimstraße
- 1975 Altbaugebiet Berlin-Mitte. Steinstraße
- 1976 Altbaugebiet Berlin-Mitte. Sophiengemeinde
- 1976 Historische Straßen und Plätze. Friedhof der Sophien-Gemeinde
- 1976 Altenbetreuung. Altersheim Koppenstraße
- 1976 Staatliches Filmarchiv der DDR. Technik Lagerung und Klimatisierung
- 1976 Erwin Geschonneck
- 1976 Jeanne und Kurt Stern
- 1976 Friedo Solter
- 1976 Wilhelm Weismann
- 1976 Alexander Abusch
- 1977 Wilhelm Girnus II
- 1977 Wolfgang Heinz
- 1977 Kurt Maetzig
- 1977 Kurt Sanderling
- 1977 Heinz Bongartz
- 1977 Albert Wilkening
- 1977 Heino Brandes
- 1977 Michael Tschesno-Hell
- 1977 Erich Arendt
- 1977 Geschichte der DEFA. Herbert Volkmann
- 1977 Historische Gebäude. Handwerker-Vereinshaus
- 1978 Historische Straßen und Plätze. Garnison-Friedhof
- 1978 Historische Straßen und Plätze. Oranienburger Straße
- 1978 Wilhelm Girnus I
- 1978 Joop Huisken
- 1978 Heiner Carow
- Günter Klein
- 1978 Künstler in Berlin. Gerhard Vontra
- 1979 Jurij Brêzan
- 1979 Historische Gebäude. Sophienkirche
- 1979 Altbaugebiet Berlin-Mitte. Sophienstraße
- 1979 Altbaugebiet Berlin-Mitte. Große Hamburger Straße
- 1979 Altbaugebiet Berlin-Mitte. Auguststraße
- 1979 Historische Straßen und Plätze. Almstadtstraße
- 1979 Altbaugebiet Berlin-Mitte. Linienstraße
- 1979 Altbaugebiet Berlin-Mitte. Mulackstraße
- 1980 Historisches Handwerk. Roßschlachterei
- 1980 Klaus Wittkugel
- 1980 Joachim Werzlau
- 1981 Richard Groschopp
- 1981 Stephan Hermlin
- 1981 Zur Geschichte des Staatlichen Filmarchivs. Herbert Volkmann II
- 1981 Künstler in Berlin. Der Maler Heinrich Werrmann
- 1981 Dienstleistungen. Fundbüro der Deutschen Reichsbahn
- 1981 Historische Denkmale. Aufstellung der Granitschale im Lustgarten
- 1982 Formen des Zusammenlebens. Unverheiratete Partner mit Kind